# Liste des cheminées d'usine de La Réunion
On relève plusieurs cheminées d'usine remarquables sur l'île de La Réunion, département d'outre-mer français dans le sud-ouest de l'océan Indien.

## Protégées aux monuments historiques

### De façon spécifique
| Monument historique                | Adresse                                   | Commune        | Coordonnées                      | Protection | Date de la protection | Référence                            | Illustration |
| ---------------------------------- | ----------------------------------------- | -------------- | -------------------------------- | ---------- | --------------------- | ------------------------------------ | ------------ |
| Cheminée Monjol-Mondon             | 18, rue de la Cheminée                    | Les Avirons    | 21° 14′ 41,7″ S, 55° 20′ 00,2″ E | Inscrit    | 11 juillet 2002       | « PA97400045 », notice no PA97400045 |              |
| Cheminée Manapany                  | 132, rue Maxime-Payet ; Manapany          | Petite-Île     | 21° 22′ 18,3″ S, 55° 34′ 53,2″ E | Inscrit    | 11 juillet 2002       | « PA97400046 », notice no PA97400046 |              |
| Cheminée Le Colosse                | Le Colosse                                | Saint-André    | 20° 56′ 07,8″ S, 55° 40′ 19,4″ E | Inscrit    | 27 juin 2002          | « PA97400049 », notice no PA97400049 |              |
| Cheminée Le Désert                 | 237, chemin Gaillac                       | Saint-André    | 20° 57′ 58,2″ S, 55° 37′ 43,8″ E | Inscrit    | 27 juin 2002          | « PA97400047 », notice no PA97400047 |              |
| Cheminée de Ravine Creuse          | 970, chemin Ravine-Creuse ; Ravine Creuse | Saint-André    | 20° 58′ 05,4″ S, 55° 39′ 54″ E   | Inscrit    | 27 juin 2002          | « PA97400048 », notice no PA97400048 |              |
| Cheminée Morange                   | 29, chemin Safer-Morange                  | Saint-Benoît   | 21° 05′ 59,2″ S, 55° 44′ 01,9″ E | Inscrit    | 27 juin 2002          | « PA97400051 », notice no PA97400051 |              |
| Cheminée Beaufonds                 | Chemin de Beaufonds ; Beaufonds           | Saint-Benoît   | 21° 03′ 02,3″ S, 55° 43′ 17,2″ E | Inscrit    | 27 juin 2002          | « PA97400050 », notice no PA97400050 |              |
| Cheminée Le Portail                | Le Portail                                | Saint-Leu      | 21° 12′ 54,1″ S, 55° 18′ 10,7″ E | Inscrit    | 16 avril 2002         | « PA97400055 », notice no PA97400055 |              |
| Cheminée Bellemène                 | Bellemène                                 | Saint-Paul     | 21° 01′ 00,8″ S, 55° 18′ 07″ E   | Inscrit    | 2 mai 2002            | « PA97400059 », notice no PA97400059 |              |
| Cheminée Le Piton                  | La Cour du Piton                          | Saint-Paul     | 20° 58′ 03,2″ S, 55° 18′ 02,5″ E | Inscrit    | 2 mai 2002            | « PA97400060 », notice no PA97400060 |              |
| Cheminée Vue Belle                 | Vue Belle                                 | Saint-Paul     | 21° 04′ 41,6″ S, 55° 16′ 29,3″ E | Inscrit    | 2 mai 2002            | « PA97400061 », notice no PA97400061 |              |
| Cheminée L'Éperon                  | 38, chemin de l'Éperon ; L'Éperon         | Saint-Paul     | 21° 02′ 45,6″ S, 55° 15′ 19,4″ E | Inscrit    | 27 juin 2002          | « PA97400062 », notice no PA97400062 |              |
| Cheminée Grand-Fond                | Route du Théâtre                          | Saint-Paul     | 21° 02′ 19,8″ S, 55° 13′ 16,9″ E | Inscrit    | 27 juin 2002          | « PA97400064 », notice no PA97400064 |              |
| Cheminée de Savanna                | 124, rue Jules-Thirel                     | Saint-Paul     | 20° 59′ 18,5″ S, 55° 17′ 53,4″ E | Inscrit    | 27 juin 2002          | « PA97400065 », notice no PA97400065 |              |
| Cheminée de La Trinité             | 12, rue de la Pompe                       | Saint-Philippe | 21° 21′ 30,2″ S, 55° 46′ 13,3″ E | Inscrit    | 14 juin 2002          | « PA97400066 », notice no PA97400066 |              |
| Cheminée Mon Repos 2               | Mon-Repos                                 | Saint-Pierre   | 21° 18′ 29,6″ S, 55° 27′ 37,4″ E | Inscrit    | 16 avril 2002         | « PA97400070 », notice no PA97400070 |              |
| Cheminée Isautier                  | 2, rue François-Isautier                  | Saint-Pierre   | 21° 20′ 32,9″ S, 55° 28′ 23,9″ E | Inscrit    | 16 avril 2002         | « PA97400069 », notice no PA97400069 |              |
| Cheminée de Basse-Terre            | Allée des Poudriers ; Basse-Terre-les-Bas | Saint-Pierre   | 21° 19′ 31,8″ S, 55° 28′ 34,2″ E | Inscrit    | 10 juin 2002          | « PA97400068 », notice no PA97400068 |              |
| Cheminée de Ravine-des-Cabris      | Chemin Moulin-à-Café ; Ravine des Cabris  | Saint-Pierre   | 21° 16′ 59,4″ S, 55° 28′ 26,9″ E | Inscrit    | 10 juin 2002          | « PA97400074 », notice no PA97400074 |              |
| Cheminée de Grands Bois            | Usine de Grands Bois ; Grands Bois        | Saint-Pierre   | 21° 21′ 36,1″ S, 55° 31′ 35,8″ E | Inscrit    | 14 juin 2002          | « PA97400075 », notice no PA97400075 |              |
| Cheminée La Vallée                 | La Vallée                                 | Saint-Pierre   | 21° 18′ 19,6″ S, 55° 27′ 20,2″ E | Inscrit    | 11 juillet 2002       | « PA97400073 », notice no PA97400073 |              |
| Cheminées La Rivière-Saint-Étienne | Route de l'Entre-Deux                     | Saint-Pierre   | 21° 17′ 25,8″ S, 55° 27′ 03″ E   | Inscrit    | 11 juillet 2002       | « PA97400072 », notice no PA97400072 |              |
| Cheminée Mahavel                   | 11, allée des Bois-Noirs ; Mahavel        | Saint-Pierre   | 21° 16′ 52,2″ S, 55° 27′ 50,4″ E | Inscrit    | 8 juillet 2002        | « PA97400076 », notice no PA97400076 |              |
| Cheminée La Mare                   | La Mare                                   | Sainte-Marie   | 20° 53′ 39,9″ S, 55° 31′ 59″ E   | Inscrit    | 2 mai 2002            | « PA97400057 », notice no PA97400057 |              |
| Cheminée La Réserve                | La Réserve                                | Sainte-Marie   | 20° 54′ 00″ S, 55° 33′ 43,7″ E   | Inscrit    | 27 juin 2002          | « PA97400058 », notice no PA97400058 |              |
| Cheminée Ravine-Glissante          | 12, chemin Badamier ; Ravine-Glissante    | Sainte-Rose    | 21° 08′ 19″ S, 55° 48′ 17,9″ E   | Inscrit    | 2 mai 2002            | « PA97400077 », notice no PA97400077 |              |
| Cheminée Quartier-Français         | Quartier Français                         | Sainte-Suzanne | 20° 55′ 54,8″ S, 55° 38′ 22,7″ E | Inscrit    | 2 mai 2002            | « PA97400078 », notice no PA97400078 |              |
| Cheminée Établissement du Tampon   | 20, chemin Notre-Dame-de-la-Paix          | Le Tampon      | 21° 17′ 35,7″ S, 55° 32′ 06,1″ E | Inscrit    | 10 juin 2002          | « PA97400079 », notice no PA97400079 |              |

### Au sein d'un ensemble plus vaste
- Cheminée du domaine de la Confiance.
- Cheminée du domaine de Villèle.
- Cheminée de la propriété de Mon Repos.
- Cheminées de l'usine de Bruniquel.
- Cheminées de l'usine de Gol-les-Hauts.
- Cheminée de l'usine du Baril.
- Cheminée de l'usine du Piton.
- Cheminée de l'usine Langevin.